# Wilhelm der Ältere von Waldburg-Trauchburg

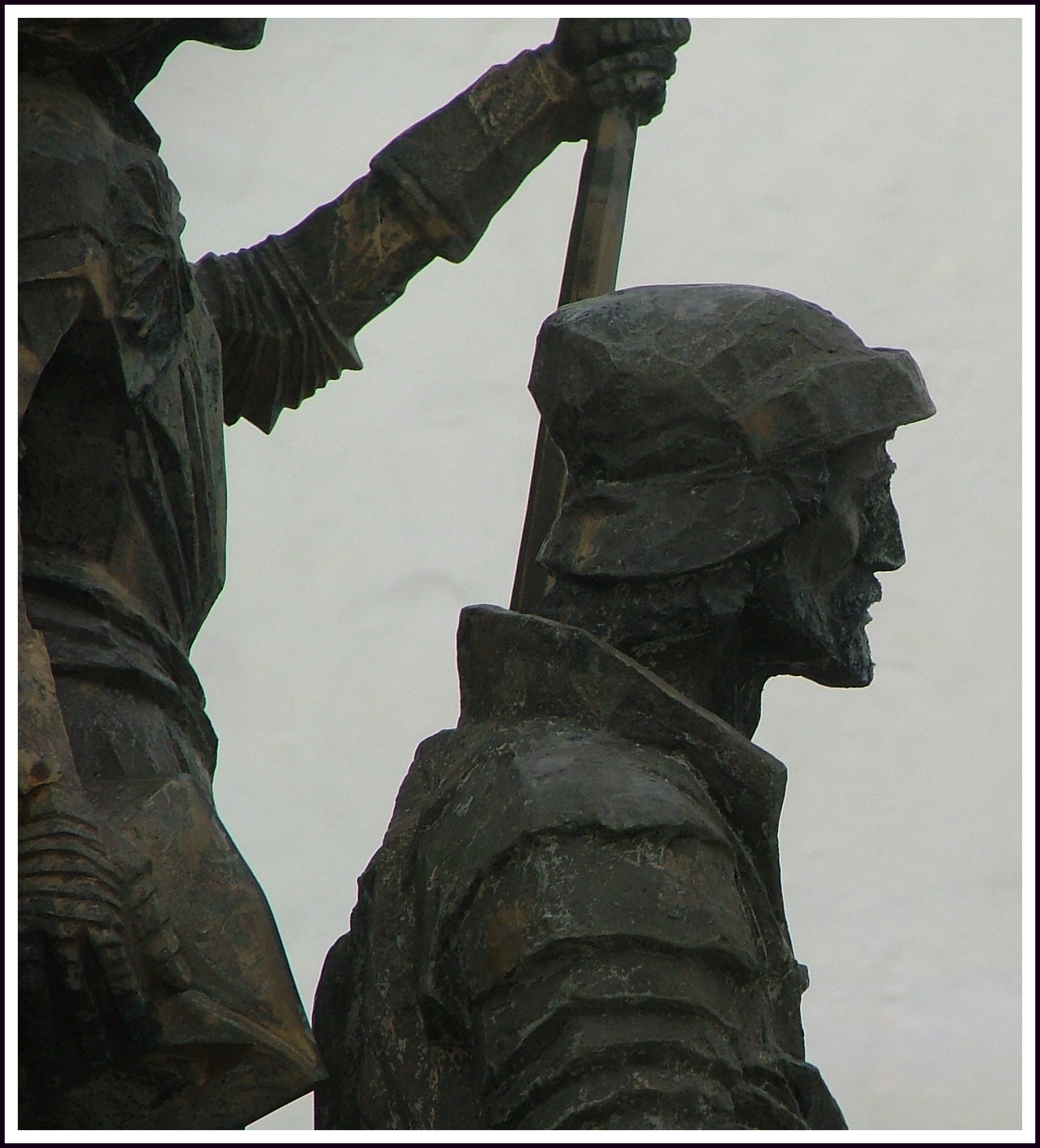
Bronze-Kopf der Figur von Wilhelm dem Älteren am Brunnen im Innenhof von Schloss Zeil

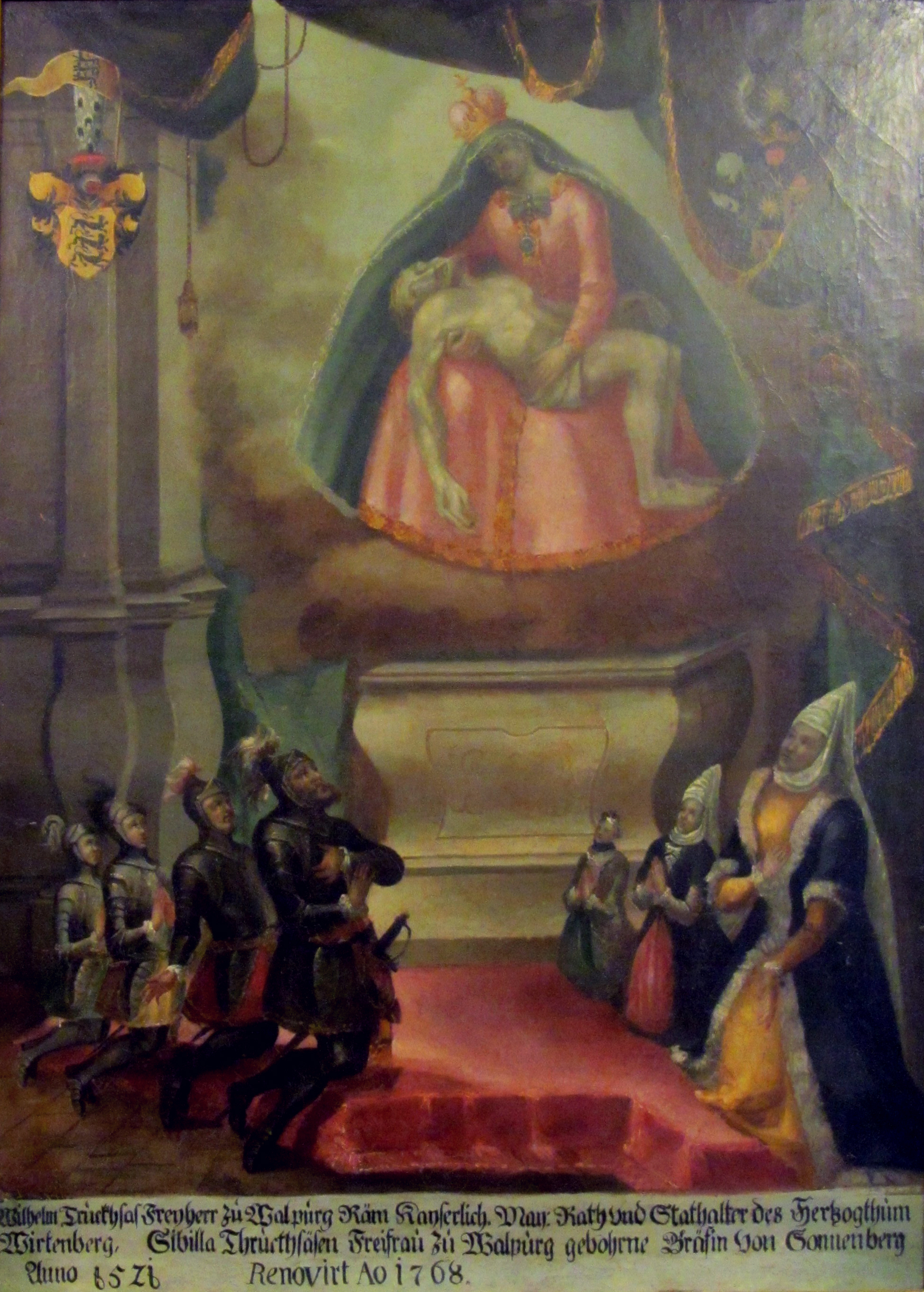
Stifterbild mit Wilhelm von Waldburg-Trauchburg und seiner Familie, Wallfahrtskirche St. Johann Baptist auf dem Bussen

Wilhelm der Ältere, Freiherr zu Waldburg, Herr zu Scheer und Trauchburg (* 1469; † 17. März 1557) war Augsburger Landvogt, Gesandter des Schwäbischen Bundes, oberster Feldhauptmann und Hofmeister König Ferdinands und Rat Kaiser Karls V. Von 1521 bis 1525 war er vom Kaiser eingesetzter Statthalter von Württemberg. Für seine Leistungen wurde der Truchsess aus dem Haus Waldburg zum Reichserbtruchsessen ernannt.

## Leben
Wilhelm war der Sohn von Truchsess Johann dem Älteren aus der Linie Waldburg-Trauchburg und der Gräfin Anna zu Oettingen. Er studierte Rechtswissenschaften in Tübingen und Pavia. Am 27. Juni 1495 trat er in die Dienste des Herzogs Ludwig Maria Sforza von Mailand. 1498 wurde er von Herzog Albrecht III. von Sachsen zum Verwalter von Friesland eingesetzt. Albrechts Sohn Georg der Bärtige machte ihn gar zum Regenten der Provinz Friesland und entsandte ihn 1504 für Bündnisverhandlungen zu König Heinrich VII. von England. Wilhelm wurde am 17. Juli 1504 in Greenwich zum englischen Hauptmann ernannt und konnte im Frühjahr 1505 das angestrebte sächsisch-englische Bündnis vollenden.
Wilhelms Vater Johann der Ältere starb am 26. Dezember 1504, sein älterer Bruder Jakob III. starb nur kurz darauf am 11. Februar 1505, so dass der väterliche Besitz auf ihn überging. Der Familienbesitz soll bereits seit den Zeiten seines Großvaters Jakob I. verschuldet gewesen sein, so dass er sich in der Folgezeit auf Schloss Trauchburg zunächst der Sanierung der Familienfinanzen widmete, obwohl ihn Georg von Sachsen durch die Ernennung zum herzoglichen Rat 1506 wieder nach Friesland bekommen wollte.
1509 wurde er zum obersten Feldhauptmann des Schwäbischen Bundes, später zum Bundesrat. Im Februar 1511 empfing er Sabina von Bayern in Göppingen und geleitete sie nach Stuttgart zur Hochzeit mit Herzog Ulrich von Württemberg. Unter Kaiser Maximilian I. stieg Wilhelm zum kaiserlichen Rat auf, und dessen Nachfolger Karl V. setzte ihn nach der Vertreibung Ulrichs aus Württemberg ab 1521 dauerhaft zum Statthalter von Württemberg ein. Er hatte dieses Amt bereits im Auftrag des Schwäbischen Bundes innegehabt. Beim Übergang an Österreich war dieses Amt vorübergehend von Maximilian van Zevenbergen besetzt. In Württemberg setzte er den aus seinen Herrschaften gewohnten Sparkurs fort, um die von Ulrich aufgehäuften Schulden zu reduzieren. 1524 wurde er von Erzherzog Ferdinand außerdem zum Statthalter des Reichsregiments ernannt.
Im Vorfeld des Deutschen Bauernkriegs, als sich bereits erste Unruhen in Württemberg und auch in seinen eigenen Herrschaften regten, ereilte Wilhelm ein Schlaganfall, weswegen er 1525 die Statthalterschaft über Württemberg niederlegte, die an seinen Vetter Georg III. überging. Beiden Waldburgern verlieh Kaiser Karl V. am 27. Juli 1526 in Toledo den Titel „Reichserbtruchsess“. Im selben Jahr berief Ferdinand von Österreich Wilhelm als Obersthofmeister an den Hof nach Wien. Nach Georgs Tod 1531 übernahm der weiterhin gesundheitlich angeschlagene Wilhelm auch wieder verschiedene Ämter in Württemberg. So leitete er die württembergischen Landtage im November 1531, Juni 1532 und Mai 1533.
Wilhelm der Ältere war bis ins hohe Alter in politischen Ämtern tätig. Erst um 1550 zog er sich aus der Öffentlichkeit zurück und übertrug seinem Sohn Wilhelm dem Jüngeren die Regierung seiner Herrschaften. Wilhelm der Ältere verstarb am 17. März 1557 und wurde in der Schlosskirche zu Scheer an der Seite seiner Gemahlin beigesetzt.

## St. Johannes auf dem Bussen
Am 1. April 1515 legte Wilhelm und seine Ehefrau Sybilla von Waldburg-Sonnenberg in Anwesenheit des Zwiefalter Abts Georg Fischer den Grundstein für die neu errichtete Wallfahrtskirche St. Johannes Baptist auf dem Bussen. Der Grundstein zeigt das Waldburger und das Sonnenberger Wappen.

## Familie
1507 heiratete Wilhelm die Erbtochter des 4. Reichsgrafen von Waldburg-Sonnenberg, Sibylla von Waldburg-Sonnenberg (1493–1536).
Aus der Ehe gingen folgende Kinder hervor:
1. Christoph von Waldburg-Trauchburg (1509–1535)
2. Jakob III. von Waldburg-Trauchburg (1512–1542), verheiratet mit Johanna von Hohenzollern-Sigmaringen (1519–nach 1550)
3. Otto von Waldburg-Trauchburg (1514–1573), Bischof von Augsburg und Kardinal
4. Katharina von Waldburg-Trauchburg (1515–1560), verheiratet mit Johann Christoph von Falkenstein zu Ebringen († 1568), Landvogt im Elsass
5. Emerentiana von Waldburg (1517–?)
6. Wilhelm der Jüngere von Waldburg-Trauchburg (1518–1566), verheiratet mit Johanna von Fürstenberg (1529–1589)